# Hoop Dreams
Pour plus de détails, voir Fiche technique et Distribution.
Hoop Dreams est un film documentaire américain de Steve James (en) et Frederick Marx sorti en 1994.

## Synopsis
Hoop Dreams, qui pourrait être traduit par rêves de paniers (de basket-ball) raconte la vie de deux jeunes garçons noirs de Chicago à qui est offerte la possibilité de faire des études dans une prestigieuse université grâce à leur talent pour le basket-ball.

## Distinctions
Le film a été largement diffusé en salles après avoir remporté le Prix du Public au Festival du film de Sundance . Le film a été présenté au Festival du film de New York 1994 comme film de clôture. C'est la première fois qu'un documentaire clôt ce festival,. En 2005, il a été ajouté au National Film Registry de la Bibliothèque du Congrès des États-Unis . Il a remporté de nombreux prix de la part d'institutions reconnues : la Producers Guild of America (PGA), la Motion Picture Editors Guild (MPEG), le Peabody Award, la National Society of Film Critics (NSFC), le Prix Italia, et le prix Robert F. Kennedy Special Achievement Award (en) en 1995 ,.
Bien que Frederick Marx ait été nommé pour le montage de Hoop Dreams par l'Académie des Arts et des Sciences du Cinéma (Oscars), le film lui-même n'a jamais été nommé comme meilleur film ou meilleur documentaire, ce qui a provoqué une controverse  et a conduit l'Académie à réécrire ses procédures de nomination ,.

## Accueil critique
Hoops Dream est des plus grands succès d'un documentaire non musical aux Etats-Unis. Le film a figuré sur plus de 100 listes des « dix meilleurs films » aux Etats-Unis et a été nommé meilleur film de l'année par le critique Roger Ebert, et même, « meilleur film de la décennie » ,,. Il a été également nommé « meilleur documentaire de tous les temps » par l'Association Internationale du Documentaire ,. Le journal Français Le Monde qualifie Hoop Dreams de « film débordant de sensibilité mais dépourvu de sensiblerie. »

## Suites
Frederick Marx a réalisé en 1995 A Hoop Dreams Reunion, un programme de télévision diffusé sur la chaine de service public PBS, et en 2015 le court-métrage Life After Hoop Dreams.